# St. Bonifatius (Forst)

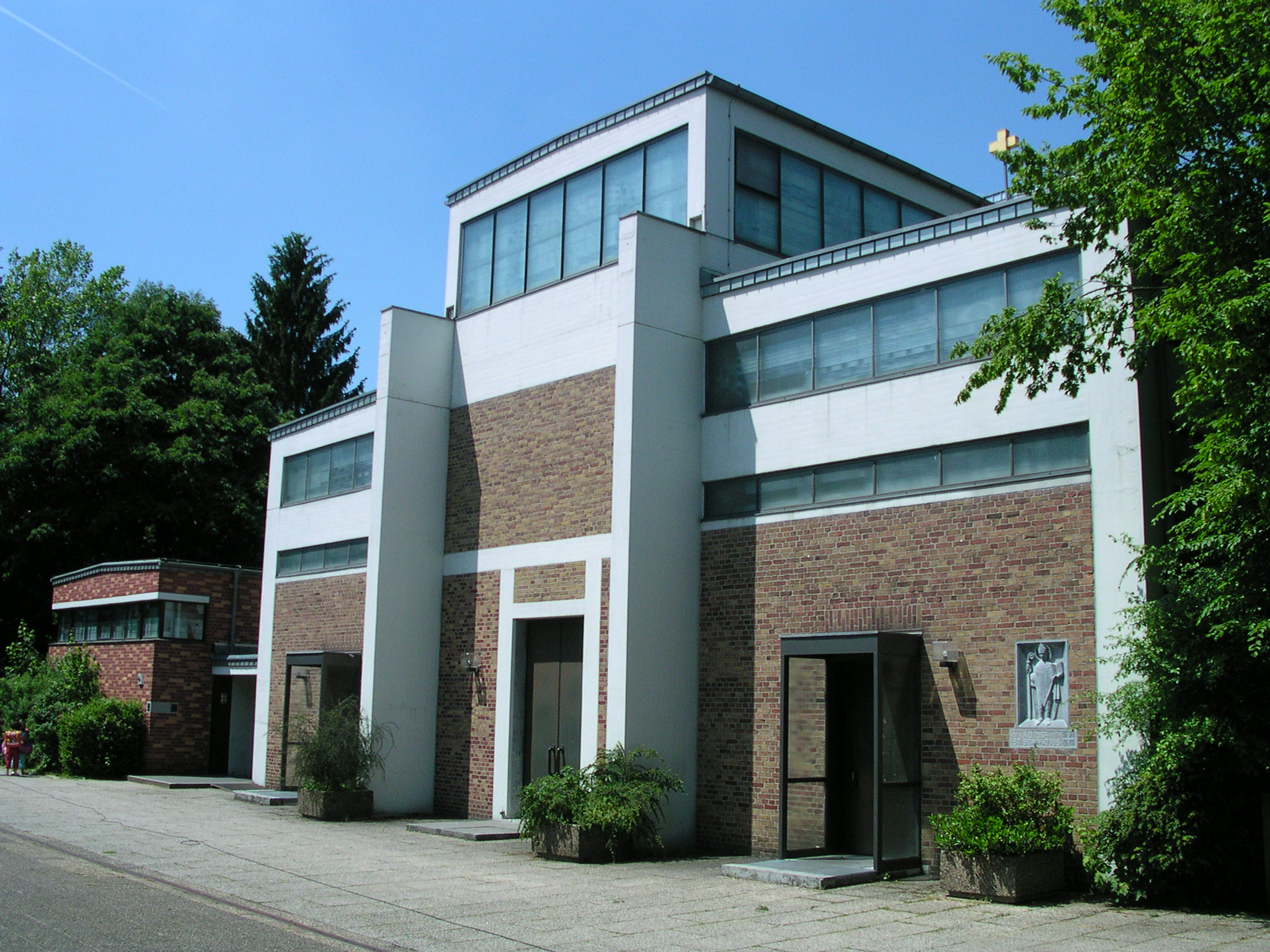
St. Bonifatius in Forst

St. Bonifatius eine römisch-katholische Filialkirche im Aachener Stadtteil Forst in der Städteregion Aachen in Nordrhein-Westfalen.
Das Bauwerk wurde vom bekannten Architekten Rudolf Schwarz entworfen und ist in die Liste der Baudenkmäler in Aachen-Forst eingetragen und dem hl. Bonifatius geweiht. Das Gotteshaus gehört zur Pfarrei St. Katharina, Forst.

## Lage
Das Kirchengebäude befindet sich an der Mataréstraße in Forst, unweit des Bahnhofs Rothe Erde.

## Geschichte
Um 1900 wurde der nördlich von Forst gelegene Bereich, auch Unterforst genannt, allmählich besiedelt. Am 21. Dezember 1902 gründeten Bewohner den Kirchbauverein St. Nikolaus. Die Bezeichnung Nikolaus resultiert aus einer in Unterforst vorhandene Nikolauskapelle. Hermann Joseph Sträter, Joseph Fischer und Pater Nickes stellten Grundstücke und finanzielle Mittel für einen Kirchenbau zur Verfügung. 1914 war die Bevölkerungszahl schon soweit angestiegen, dass im Kindergarten eine Notkirche eingerichtet werden musste. Nach dem Ersten Weltkrieg wurde eine neue Notkirche erbaut, die jedoch eher einer Baracke glich. Im Jahr 1926 wurde in der Zeppelinstraße eine Kaplanei erbaut und in den folgenden Jahren sollte eigentlich eine richtige Kirche erbaut werden. Mit der Machtergreifung der Nationalsozialisten wurde ein Kirchenneubau nahezu unmöglich, 1937 versagte die Regierung die Baugenehmigung.
Erst nach dem Zweiten Weltkrieg und dem Untergang des 3. Reiches konnten die Kirchbaupläne wieder aufgenommen werden. Zunächst wurde die im Krieg zerstörte Kaplanei wiederaufgebaut und am 5. Juni 1953 wurde das Rektorat St. Bonifatius innerhalb der Pfarre St. Katharina gebildet. Damit erhielt Unterforst vermögensrechtliche Selbstständigkeit. Am 1. November wurde Unterforst schließlich komplett von der Pfarre St. Katharina abgetrennt und zur eigenständigen Pfarrei erhoben. 1963/64 konnte schließlich auch der Kirchenbau verwirklicht werden. Am 1. Januar 2010 wurde die Pfarre St. Bonifatius wieder aufgelöst und als Filialgemeinde wieder der Pfarre St. Katharina zugeordnet.

## Baugeschichte
Die nach dem Ersten Weltkrieg erbaute Baracke wurde 1951 durch eine neue Notkirche in einer neuen Baracke ersetzt. Am 11. Mai 1952 erfolgte die Einweihung der neuen Notkirche. Im Jahr 1960 konnte der Kölner Architekt Rudolf Schwarz zur Planung eines Kirchenneubaus gewonnen werden. Noch 1960 legte er die Entwürfe vor. Mit dem Bau wurde schließlich 1963 begonnen und 1964 war die Bonifatiuskirche vollendet. Am 3. Mai 1964 fand die feierliche Kirchweihe statt. Der Architekt Rudolf Schwarz erlebte den Bau der Bonifatiuskirche nicht mehr. Er starb am 3. April 1961 im Alter von nur 63 Jahren.
1986 wurde die Kirche im Westen um eine Werktagskapelle, die Hermann-Josef-Kapelle, erweitert. Die Pläne dazu fertigte die Kölner Architektin Maria Schwarz in Zusammenarbeit mit Architekt Erwin Drese aus Köln an.

## Baubeschreibung
St. Bonifatius ist ein rechteckiger, 22 × 28 m großer Saalbau in Formen der Moderne aus einem Betonskelett, welches mit Ziegelsteinen ausgefüllt ist. Im Bereich des Daches bzw. der Decke ist der Bau in sechs gleich große Rechtecke unterteilt. Die mittleren Rechtecke sind höher als die äußeren. Dadurch ergeben sich umlaufende Lichtbänder in Form eines Obergadens. Den Gläubigen stehen 360 Sitzplätze zur Verfügung.

## Ausstattung
Im Innenraum befindet sich eine moderne Ausstattung. Der Altar besteht aus Blaustein und wurde 1964 angefertigt. Der Taufstein wurde ebenfalls aus Blaustein gehauen. Der Tabernakel hinter dem Altar ist eine Arbeit des Kohlscheider Künstlers Peter Bücken. Dieser fertigte auch das aus vergoldetem Messing bestehende Altarkreuz an. Von der Aachener Bildhauerin Erika Vonhoff stammt die in Beton gegossene Schutzmantelmadonna. Älteste Ausstattungsstücke sind eine aus dem Allgäu stammende Pietà in Holz aus dem 16. Jahrhundert und ein Christus-Korpus aus dem 17. Jahrhundert. Der Künstler Egino Weinert aus Köln entwarf die Apostelkreuze. Weinert entwarf auch den Altar in der Hermann-Josef-Kapelle sowie den Ambo. Die Buntglasfenster wurden 1972–1974 durch die Firma Dr. H. Oidtmann aus Linnich eingesetzt und von Maria Katzgrau entworfen.

## Pfarrer
Folgende Pfarrer (bis 1960 Rektoren) wirkten bis zur Auflösung der Pfarre 2010 an St. Bonifatius als Seelsorger:
| von – bis | Name                 |
| --------- | -------------------- |
| 1953–1961 | Heinrich Pannhausen  |
| 1965–2010 | Hermann Josef Kaiser |